# Buseck
Buseck är en kommun i Landkreis Gießen i Regierungsbezirk Gießen i förbundslandet Hessen i Tyskland. Kommunen bildades 1 januari 1977 genom en sammanslagning av de tidigare kommunerna Alten-Buseck, Beuern och Großen-Buseck. 
De tidigare kommunerna Trohe och Oppenrod hade uppgått i Großen-Buseck 1 oktober 1971.